# 特雷·吉尔德
崔·基特·雷德瓦恩（英語：Trey Gilder Redwine，1985年1月24日—），生於美國達拉斯，已退役美國籃球運動員，司職小前鋒。

## 高中生涯
基特生於美國達拉斯，在德州的迪索托中學就讀，是2003年德州5A州冠軍隊的成員。

## 大學生涯
在2003/04賽季，基特在2004年至2006年為泰勒初級學院上陣前，短暫效力為麥克尼斯州立大學比賽。
2006年至2008年，基特場均14.1分，4.7個籃板，1.5次助攻和1.2次偷球。在首年還入選2006/07賽季南方聯盟的最佳陣容。他繼續被評為2007/08賽季全南方聯盟的最佳陣容，以542分在一整個賽季的成績獲得學校歷史的第9名。

## 球員生涯
在2008年NBA選秀落選後，基特在11月7日的NBA發展聯盟選秀第二輪中被科羅拉多14人隊選中，並在54場比賽中場均13.6分，協助德克薩斯傳奇奪得2009年NBA發展聯盟冠軍。2009年7月，基特加盟孟菲斯灰熊參加2009年NBA夏季聯賽，隨後於2009年8月27日與球隊簽約。然而，在6場季前賽和2場常規賽中上陣後，他在11月5日被灰熊隊放棄了。11月30日，他被緬因紅爪收購。2010年3月5日，他被交易到阿爾伯克基雷鳥以換取Kurt Looby。
2010年7月，基特加盟奧蘭多魔術參加奧蘭多夏季聯賽和亞特蘭大老鷹參加拉斯維加斯夏季聯賽。2010年11月，他與克羅地亞聯賽的薩格勒布簽約，但只是在兩場比賽後就離開球隊。
2010年12月7日，他與悉尼國王簽約參加2010/11賽季的NBL賽季。在國王隊的20場比賽中，他場均得到13.2分，5.5個籃板和2.2次助攻。
2011年12月12日，基特第二度與猶他爵士簽約。然而，他後來於2011年12月21日被爵士隊放棄。隨着新墨西哥雷鳥易名後，基特於2012年1月3日被交易到蘇瀑天空力量。
2012年4月18日，基特與委內瑞拉的卡拉波波環球旅行者簽約，佂戰LPB賽季餘下的賽事。2012年7月，他加盟邁阿密熱火參加2012年NBA夏季聯賽，接下來的一個月，他與全國籃球聯賽的羅馬納甘蔗農夫簽約。
2012年9月26日，基特與猶他爵士簽約。然而，他在2012年10月18日在兩場季前賽上陣後再被放棄。However, he was waived again on October 18, 2012 after appearing in two preseason games.2013年2月，他回到卡拉波波環球旅行者，但在兩個月後離開球隊。
2014年2月21日，基特與墨西哥的哈拉帕獵鷹簽約，佂戰2013/14賽季餘下的賽事。他後來於5月第三度回歸卡拉波波環球旅行者。
2015年1月28日，基特被奧斯汀馬刺收購。2月17日，他被交易到威徹斯特尼克換來Richard Howell的回歸權利。
2015年12月20日，基特與委內瑞拉聯賽的米蘭達黑豹簽約。
2018年3月，基特與多米尼加籃球錦標賽的蘇瀑天空力量簽約，於3月21日以80–78擊敗Huellas del Siglo時首度亮相。賽季結束後，他重新與米蘭達黑豹簽約。
2018年9月15日，東方龍獅宣布基特加盟。

## 外部連結
- 特雷·吉尔德在fiba.basketball（英语）
- 特雷·吉尔德在NBA官網（英语）
- 特雷·吉尔德在NBA G聯盟官網（英语）
- 特雷·吉尔德在B.LEAGUE官網（日语）
- 特雷·吉尔德在Basketball-Reference.com（NBA）（英语）
- 特雷·吉尔德在Basketball-Reference.com（NBA G聯盟）（英语）
- 特雷·吉尔德在Sports-Reference.com（NCAA）（英语）
- 特雷·吉尔德在Eurobasket.com（球員）（英语）
- 特雷·吉尔德在Proballers（英语）
- 特雷·吉尔德在RealGM（英语）
- Trey Gilder （页面存档备份，存于）